# Ива козья
И́ва ко́зья, или бреди́на, или ракита (лат. Sálix cáprea), — дерево, реже древовидный кустарник; вид рода Ива (Salix) семейства Ивовые (Salicaceae). Также встречается как Ива Хультена по устаревшему синониму лат. Salix hultenii или Salix caprea subsp. hultenii. Молодые веточки с пушистыми соцветиями, которые появляются ранней весной, называют вербой или козьей вербой.
Растение хорошо поедается козами и овцами, отсюда видовое название — козья.

## Ботаническое описание

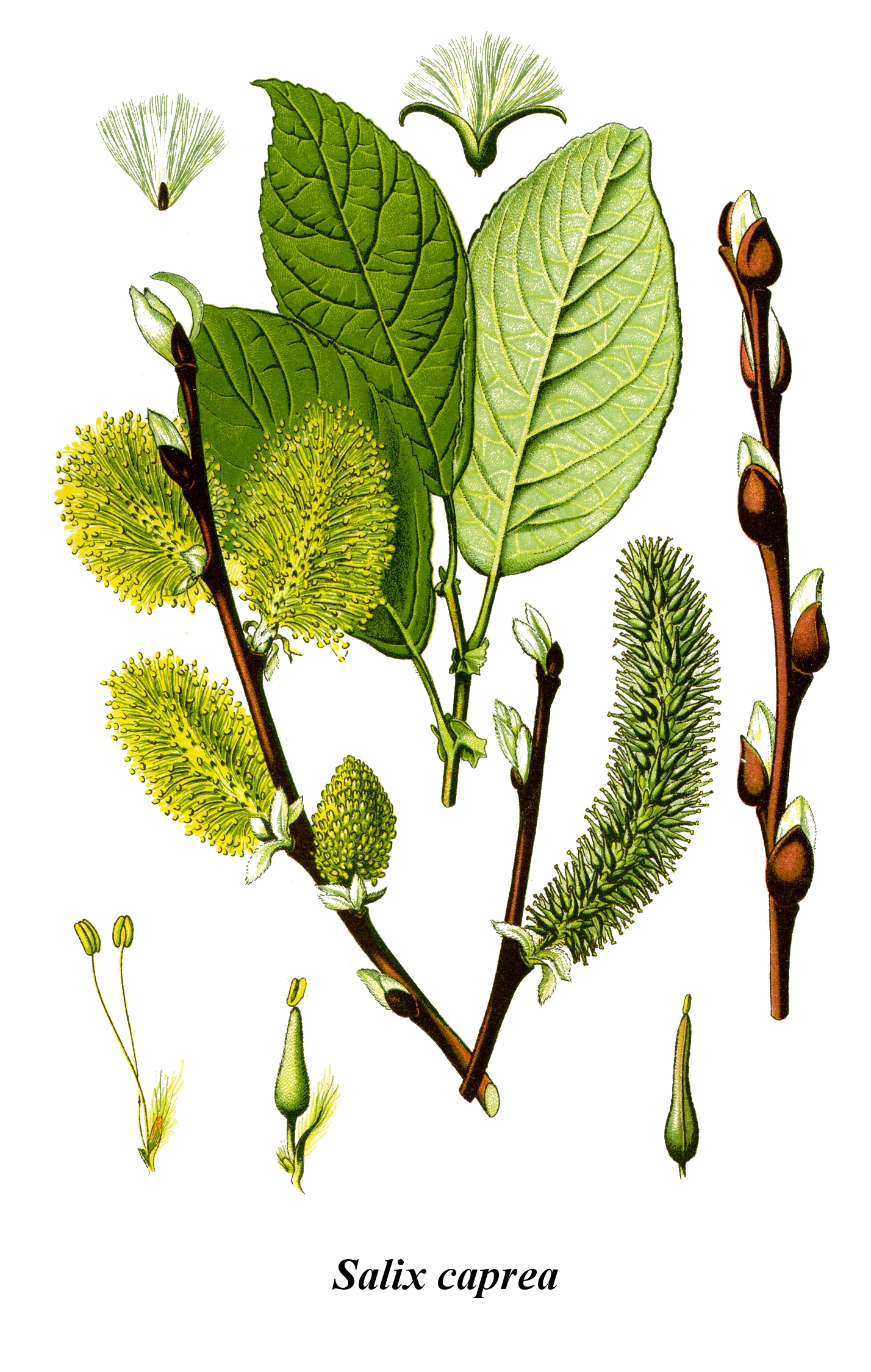

Быстрорастущее дерево высотой 6—10 (до 15:155) м и диаметром ствола до 75 см, реже древовидный высокий кустарник (до 5—7 м:155). Ветви толстые, раскидистые, молодые серовато-опушённые; годовалые зеленовато-серые или желтовато-бурые, коротко опушённые, реже голые:63; позже серые, бурые или тёмные, узловатые, ломкие. Кора гладкая, зеленовато-серая, с возрастом буреет и внизу ствола покрывается продольными трещинами; обнажающаяся древесина гладкая, без валиков или рубцов, на воздухе краснеющая. Почки отстоящие от побега:63, очень голые, бурые, крупные, длиной до 5 мм и шириной 3 мм. Цветковые почки яйцевидные, крупные (7—15 мм длиной и 3—6 мм шириной), красноватые или каштановые, голые, не сплюснутые, отстоящие от побега и большей частью с крючковатым концом:63.
Прилистники почковидные, 4—7 мм длиной, лопастные, рано опадающие; черешки до 2 см длиной, к основанию расширенные. Листья по внешнему виду напоминают листья черёмухи:77; от яйцевидных до ланцетных, (6)11—18 см длиной и (2)5—7(8) см шириной, с наибольшей шириной около середины листовой пластинки, по краю волнисто-выемчатые или цельные, часто край листа неравномерно зубчатый; сверху кожистые голые, морщинистые от вдавленных жилок:77, тёмно-зелёные; снизу, особенно по жилкам, серовойлочные. Боковых жилок шесть—девять пар, образующих по краю листа широкие, округлые петли; сеть жилок резко выступающая, с крупными ячейками.
Серёжки густые, крупные (до 30—40 мм длиной), многочисленные, оси серёжек пушистые. Мужские серёжки широкоовальные или продолговато-яйцевидные, сидячие, до 6 см длиной; женские — на коротких ножках, цилиндрические, плотные, многоцветковые:89, при плодах длиной до 10 см, с четырьмя—семью листочками в основании. Тычинок две, они голые, в два раза длиннее чашелистика; их нити свободные. Завязь на длиной ножке, яйцевидно-коническая, беловато-мохнатая или шелковисто-войлочная, с коротким столбиком.
Нектарники в виде небольших железок расположены в основании мужских и женских цветков. Энергия нектаровыделения исключительно высока, особенно у женских цветков которые выделяют вдвое больше нектара, чем мужские. В тихую безветренную погоду женский цветок выделяет около 1 мг нектара который вытекая из цветков покрывает собой всё соцветие.
Плод — редко-волосистая коробочка 7—8 мм длиной, на пушистой длинной (2—3 мм) ножке. Семена до 1,5 мм длиной, числом от 16 до 18 (в каждой створке коробочки их по восемь—девять штук):103.
Одно из самых раноцветущих растений. Сережки распускаются до появления листьев, в марте — апреле. Плодоносит очень обильно. Семена созревают в мае, разносятся ветром на значительные расстояния.
Хромосомный набор 2n = 38.

## Распространение и экология
Ареал вида включает Европу, кроме тундры и альпийского пояса, Кавказ, Западную и Среднюю Азию. Нередко образует гибриды с другими видами:155.
В России ива козья распространена почти на всей европейской части, на Кавказе, в Сибири, на Дальнем Востоке.
Растёт в сырых лесах разного состава (реже в хвойных:155), преимущественно на богатых почвах, вырубках, опушках, вдоль дорог, часто у жилья. Избегает сильно увлажнённых и, особенно, заболоченных почв. В горах доходит до верхней границы леса (на Кавказе — до 2700 м).
Размножается семенами. Черенки, в отличие от ив других видов, укореняются плохо. При рубке в естественных условиях размножается порослью:155. Нетребовательна к почве. Растёт быстро. По другим данным, черенки укореняются без обработки в 100 % случаев.
На живой и мёртвой древесине ивы произрастают различные грибы, например, на живой древесине обитает Phytophthora ramorum.

## Хозяйственное значение и использование

### Медоносное
Хороший ранний медонос и пыльценос. Кроме чрезвычайно большого количества нектара (при благоприятных условиях может давать до 4 кг и более мёда на пчелосемью), пчёлы собирают с ивы козьей медвяную росу и клей:155. Общая продуктивность мёда 150 кг/га. Нектаропродуктивность 100 цветков в условиях юга Дальнего Востока — 17,8—29,2 мг сахара. Нектаровыделение не прекращается в пасмурную погоду и после ночных заморозков. По наблюдениям ночное понижение температуры до —5 °С в начале мая не привело к прекращению нектаровыделения утром. В 10 часов на хорошо освещенных солнцем кустах уже стоял гул от работающих пчёл. Концентрация сахаров в нектаре колеблется от 50 до 65 %. Мелкозернистый мёд с ивы козьей имеет золотисто-жёлтый цвет. Мёд быстро кристаллизуется и не годится для зимовки пчёл.

### Этноботаническое
Цветущие ветви, вербу, используют как атрибут и украшение некоторых религиозных праздников.
В народной медицине применяется как вяжущее, противолихорадочное и противоцинготное средства. В азербайджанской народной медицине используют мужские серёжки для лечения сердечных заболеваний.

### Красильное и дубильное
Ива козья — один из основных промышленных источников «ивового корья», из которого получают первосортный дубильный экстракт, пригодный для выработки и окраски лучших сортов кожи, в том числе сафьяна и перчаточной кожи (содержание танинов в коре достигает 16,5 и даже 21 %). Из коры получают также чёрную краску.

### Древесина
Древесина со светло-красным или каштаново-бурым ядром и узкой, красновато-белой заболонью, тяжелее и плотнее других видов ив. Идёт на мелкие поделки и «холодные» постройки. Может быть применена для получения целлюлозы. Молодые побеги используют при изготовлении грубой плетёной тары:155.

### Кормовое и пищевое
Молодые побеги с крупными листьями, в которых содержится до 200 мг % витамина C, идут на корм овцам и козам, чаще всего в виде веников, а также изредка служат суррогатом чая. На Кавказе из мужских сережек делали хмельной напиток.

### Закрепление почв
Корневая система хорошо скрепляет почву, в связи с чем ива козья используется для закрепления склонов.

### Декоративное
Используется в ландшафтном дизайне как морозостойкое декоративное древесное растение в регионах с умеренным климатом. Выведены различные сорта. В декоративном садоводстве чаще всего используются плакучие формы вида ( 'Pendula',  'Kilmarnock'). Они не образуют лидерных побегов и чаще всего привиты на прямостоячие штамбы. Может быть использована для создания живых изгородей.

## Консортивные связи

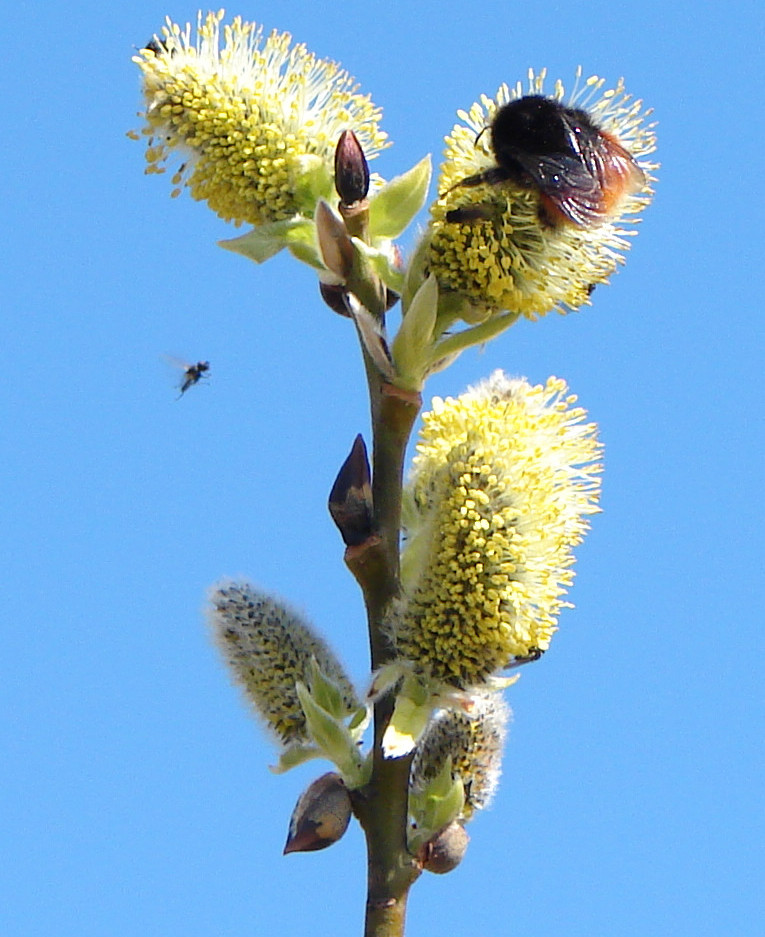
Некоторые перепончатокрылые и двукрылые являются опылителями ивы козьей. Шмель на соцветиях

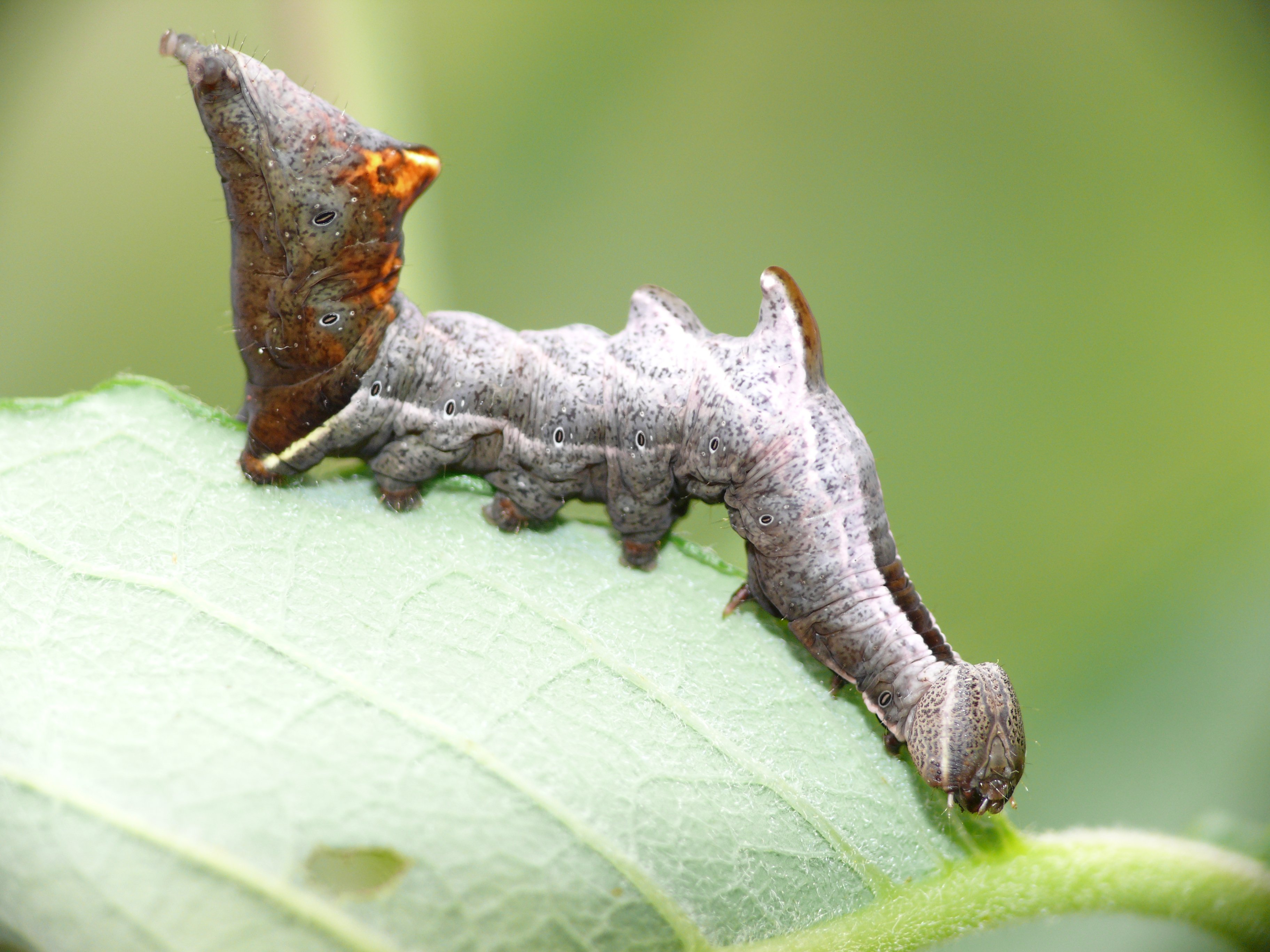
Листья ивы козьей — корм и для личинок перепончатокрылых (Trichiosoma sibiricum), и гусениц чешуекрылых (Acleris cristana, Teleiodes notatella и др.). Гусеница хохлатки зигзаг

Ива козья — хороший корм для множества животных, в особенности для насекомых, которые питаются листьями, почками и молодыми ветвями, или же для насекомых, у которых на иве развиваются личинки, например, для некоторых видов усачей.
На иве козьей часто встречаются жуки. Листьями питается козявка ивовая (Lochmaea caprea), блошка золотистая (Crepidodera aurata) (на тех ивах, которые растут у водоёмов) и некоторые другие. У некоторых видов усачей личинки развиваются в древесине или под корой живой ивы козьей. Личинка, вылупившись из яйца, которое было отложено самкой в трещину коры, вгрызается в кору, а затем в ствол, где она пару лет будет питаться и развиваться. Личинка последней стадии делает колыбельку в стволе ивы, где она будет окукливаться. К таким усачам относятся, например, усач мускусный, ивовый толстяк.
Хорошо поедается лосём (Alces alces) в течение круглого года (кора, побеги, листья, почки, сережки); поедается обыкновенным бобром (Castor fiber), пятнистым оленем (Cervus nippon), серёжки поедаются рябчиком (Tetrastes bonasia).
Почки служат пищей для тетеревиных птиц и снегирей.
Цветки ивы посещает множество различных насекомых (ранневесенние перепончатокрылые, двукрылые, чешуекрылые, и некоторые жуки). Благодаря раннему цветению нектар ивы козьей служит основной пищей для этих насекомых).

## Химический состав
Листья в молодом состоянии богаты протеином — 19 % и белком — 16 %, но содержат значительно много клетчатки — 18,7 %. С возрастом содержание протеина и белка уменьшается, а содержание клетчатки увеличивается. Листья собранные поздно осенью содержали 12 % протеина и 10,5 % белка, и 22,9 % клетчатки и 1,15 дубильных веществ. Питательная ценность ветвей летней заготовки — 3,3 кг перевариваемого белка и 46,5 кормовых единиц на 100 кг абс. сух. корма.
| Объект анализа и время взятия образцов | % от абсолютно сухого вещества | % от абсолютно сухого вещества | % от абсолютно сухого вещества | % от абсолютно сухого вещества | % от абсолютно сухого вещества | % от абсолютно сухого вещества | % от абсолютно сухого вещества | % от абсолютно сухого вещества     | % от абсолютно сухого вещества  | % от абсолютно сухого вещества |
| Объект анализа и время взятия образцов | Золы                           | Протеина                       | Белка                          | Жира                           | Клетчатки                      | БЭВ                            | Дубильных веществ              | Коэффициент переваримости протеина | Коэффициент переваримости белка | Переваримость белка            |
| -------------------------------------- | ------------------------------ | ------------------------------ | ------------------------------ | ------------------------------ | ------------------------------ | ------------------------------ | ------------------------------ | ---------------------------------- | ------------------------------- | ------------------------------ |
| Середина мая:                          |                                |                                |                                |                                |                                |                                |                                |                                    |                                 |                                |
| Листья                                 | 9,6                            | 18,9                           | 16,4                           | 3,0                            | 18,7                           | 49,8                           | 0,75                           | 51,4                               | 43,9                            | 7,22                           |
| Ветви                                  | 6,5                            | 8,5                            | 7,2                            | 2,6                            | 33,6                           | 48,8                           | 0,80                           | 43,4                               | 33,3                            | 2,39                           |
| Облиствленные ветви                    | 8,6                            | 15,5                           | 13,6                           | 2,9                            | 23,2                           | 49,7                           | 0,78                           | 50,0                               | 41,7                            | 5,75                           |
| Середина июля:                         |                                |                                |                                |                                |                                |                                |                                |                                    |                                 |                                |
| Листья                                 | 10,5                           | 17,4                           | 15,5                           | 4,5                            | 20,1                           | 47,5                           | —                              | 47,4                               | 41,9                            | 6,50                           |
| Ветви                                  | 6,0                            | 6,8                            | 5,5                            | 2,7                            | 36,8                           | 47,7                           | —                              | 44,2                               | 37,2                            | 4,28                           |
| Облиствленные ветви                    | 8,2                            | 12,4                           | 10,8                           | 3,7                            | 27,7                           | 47,6                           | —                              | 44,2                               | 37,2                            | 4,28                           |
| Середина октября:                      |                                |                                |                                |                                |                                |                                |                                |                                    |                                 |                                |
| Листья                                 | 10,3                           | 12,0                           | 10,5                           | 4,0                            | 22,9                           | 50,8                           | 1,65                           | 41,6                               | 40,4                            | 4,25                           |
| Ветви                                  | 7,7                            | 6,2                            | 3,5                            | 2,9                            | 37,1                           | 46,1                           | 2,14                           | 36,8                               | 28,6                            | 1,0                            |
| Облиственные ветви                     | 9,2                            | 9,5                            | 8,2                            | 3,5                            | 29,1                           | 48,7                           | 1,86                           | 39,5                               | 35,3                            | 2,83                           |

|                                                                                             |  |  |  |
| Слева направо: Мужское соцветие. Женские соцветия. Серёжки с семенами. Ивовый пух (семена). |  |  |  |

## Классификация

### Таксономия
- Salix caprea  L., 1753, Sp. Pl. : 1020

Вид Ива козья включается в род Ива (Salix) семейства Ивовые (Salicaceae) порядка Мальпигиецветные (Malpighiales), последовательно входящего в более крупные клады Фабиды → Розиды → Суперрозиды → Эвдикоты → Цветковые растения. Таксономическая схема в соответствии с Системой APG IV по состоянию на июнь 2024 года:
|  |                          |  |                                   |                                   |                  |  | еще 35 семейств | еще 35 семейств |               |  |  |  | еще 625 подтвержденных видов и 1 028 видов, ожидающих подтверждения |
|  |                          |  |                                   |                                   |                  |  | еще 35 семейств | еще 35 семейств |               |  |  |  | еще 625 подтвержденных видов и 1 028 видов, ожидающих подтверждения |
|  |                          |  |                                   | порядок Мальпигиецветные          |                  |  |                 |                 | род Ива       |  |  |  |                                                                     |
|  |                          |  |                                   | порядок Мальпигиецветные          |                  |  |                 |                 | род Ива       |  |  |  |                                                                     |
|  | клада Цветковые растения |  |                                   |                                   | семейство Ивовые |  |                 |                 | вид Ива козья |  |  |  |                                                                     |
|  | клада Цветковые растения |  |                                   |                                   | семейство Ивовые |  |                 |                 |               |  |  |  |                                                                     |
|  |                          |  | ещё 63 порядка цветковых растений | ещё 63 порядка цветковых растений |                  |  |                 | еще 55 родов    | еще 55 родов  |  |  |  |                                                                     |
|  |                          |  |                                   | ещё 63 порядка цветковых растений |                  |  |                 |                 | еще 55 родов  |  |  |  |                                                                     |

### Синонимы
- Capraea vulgaris Opiz
- Nectopix caprea (L.) Raf.
- Salix aurigerana Lapeyr.
- Salix bakko Kimura
- Salix caprea f. elongata (Nakai) Kitag.
- Salix caprea f. subglabra (Chang & Skvortzov) Kitag.
- Salix caprea subsp. hultenii Kom.
- Salix caprea var. lanatifolia Björnstr.
- Salix caprea var. pendula T.Lang
- Salix coaetanea Flod.
- Salix hallisanensis H.Lév.
- Salix hallisanensis f. elongata Nakai
- Salix hultenii Flod.
- Salix hultenii f. angustifolia (Kimura) Kimura
- Salix hultenii var. angustifolia Kimura
- Salix ishidoyana Nakai
- Salix lanata Vill.
- Salix proteifolia J.Forbes
- Salix raddeana var. subglabra Y.L.Chang & Skvortsov
- Salix sphacelata Sm.
- Salix tomentosa Ser.
- Salix tomentosa var. androgyna Ser.
- Salix tomentosa var. macrophylla Ser.
- Salix tomentosa var. rotundifolia Ser.
- Salix tomentosa var. tenuifolia Ser.
- Salix tomentosa var. ternata Ser.
- Salix ulmifolia Thuill.